# Línea Azul (Uruguay)
La Línea Azul (0800 5050) es un servicio de teléfono de emergencia gratuito, confidencial,  correo electrónico y mensajería instantánea en Uruguay ante de situaciones de violencia contra menores de edad y de vulneración de sus derechos para brindar atención a las mismas. Fue puesto en funcionamiento en 1999..

## Historia
Fue creado en 1999 y desde su creación es un servicio gratuito y de alcance nacional. Su función es atender las demandas con un equipo multidisciplinario de educadoras/es y psicólogas/os. Coordinados con otros actores involucrados para lograr una aproximación diagnóstica,  intervenciones oportunas y efectivas para dar una respuesta primaria a las situaciones de maltrato y vulneración de derechos denunciadas. Por su parte el la línea azul también recepciona denuncias a mediante  un formulario en el sitio web del Instituto del Niño y Adolescente del Uruguay y por correo electrónico, durante las 24 horas. 
En 2019, se anunció un nuevo número telefónico para denuncias, la línea 100, pero el mismo no ha sido implementado hasta el momento.

## Recursos externos
- Página oficial del INAU
- Bertero, M.  (2013.). Una mirada reflexiva sobre la práctica profesional del Trabajo Social en la Línea Azul. Dilemas que recorren la práctica y las posibilidades de innovación. Tesis de grado. Universidad de la República (Uruguay). Facultad de Ciencias Sociales. Departamento de Trabajo Social. https://hdl.handle.net/20.500.12008/9010

- Datos: Q104807259